# Wybory w 2019
Wybory w 2019 – lista wyborów i referendów na szczeblu krajowym, które przeprowadzone bądź zaplanowane zostały na 2019 rok w suwerennych (de iure bądź de facto) państwach i ich terytoriach zależnych.

## Luty
| Data         | Państwo  | Wybory                      | Zwycięzca                                  | Uwagi                | Źródło |
| ------------ | -------- | --------------------------- | ------------------------------------------ | -------------------- | ------ |
| 3 lutego     | Salwador | prezydenckie                | Nayib Bukele                               | zwycięstwo w I turze | [ 1 ]  |
| 23-24 lutego | Nigeria  | parlamentarne, prezydenckie | Muhammadu Buhari All Progressives Congress |                      |        |
| 24 lutego    | Kuba     | referendum                  | zwolennicy zmian w Konstytucji             |                      |        |
| 24 lutego    | Mołdawia | parlamentarne               | Partia Socjalistów Republiki Mołdawii      |                      |        |
| 24 lutego    | Senegal  | prezydenckie                | Macky Sall                                 | zwycięstwo w I turze |        |

## Marzec
| Data               | Państwo        | Wybory        | Zwycięzca                                                          | Uwagi | Źródło |
| ------------------ | -------------- | ------------- | ------------------------------------------------------------------ | --- | ------ |
| 3 marca            | Estonia        | parlamentarne | Estońska Partia Reform                                             | |        |
| 9 marca            | Korea Północna | parlamentarne | Partia Pracy Korei                                                 | wybory pokazowe, jeden kandydat na karcie do głosowania                                                                                       |        |
| 10 marca           | Gwinea Bissau  | parlamentarne | Afrykańska Partia Niepodległości Gwinei i Wysp Zielonego Przylądka | wygrana, ale partia straciła większość w parlamencie                                                                                          |        |
| 16 marca (I tura)  | Słowacja       | prezydenckie  | Zuzana Čaputová Maroš Šefčovič                                     | wybory nierozstrzygnięte w I turze, druga tura 30 marca                                                                                       |        |
| 30 marca (II tura) | Słowacja       | prezydenckie  | Zuzana Čaputová                                                    | |        |
| 24 marca           | Komory         | prezydenckie  | Azali Assoumani                                                    | |        |
| 24 marca           | Tajlandia      | parlamentarne | Phuea Thai Phalang Pracharat                                       | partia Phuea Thai zdobyła najwięcej miejsc w parlamencie; pół miliona głosów więcej w głosowaniu powszechnym zdobyła partia Phalang Pracharat |        |
| 31 marca           | Ukraina        | prezydenckie  | Wołodymyr Zełenski Petro Poroszenko                                | wybory nierozstrzygnięte w I turze, druga tura 21 kwietnia                                                                                    |        |

## Kwiecień
| Data        | Państwo            | Wybory                      | Zwycięzca                                          | Uwagi                                                | Źródło |
| ----------- | ------------------ | --------------------------- | -------------------------------------------------- | ---------------------------------------------------- | ------ |
| 3 kwietnia  | Wyspy Salomona     | parlamentarne               | Demokratyczna Partia Wyspy Salomona                |                                                      |        |
| 6 kwietnia  | Malediwy           | parlamentarne               | Demokratyczna Partia Malediwów                     |                                                      |        |
| 7 kwietnia  | Andora             | parlamentarne               | Demokraci dla Andory                               |                                                      |        |
| 9 kwietnia  | Izrael             | parlamentarne               | Likud                                              |                                                      | [ 2 ]  |
| 14 kwietnia | Finlandia          | parlamentarne               | Socjaldemokratyczna Partia Finlandii               |                                                      |        |
| 17 kwietnia | Indonezja          | parlamentarne, prezydenckie | Joko Widodo Demokratyczna Partia Indonezji – Walka |                                                      | [ 3 ]  |
| 21 kwietnia | Macedonia Północna | prezydenckie                | Stewo Pendarowski Gordana Siłјanowska-Dawkowa      | wybory nierozstrygnięte w I turze, druga tura 5 maja |        |
| 21 kwietnia | Ukraina            | prezydenckie (II tura)      | Wołodymyr Zełenski                                 |                                                      |        |
| 28 kwietnia | Hiszpania          | parlamentarne               | Hiszpańska Socjalistyczna Partia Robotnicza        |                                                      |        |
| 28 kwietnia | Benin              | parlamentarne               | Unia Postępowa                                     |                                                      | [ 4 ]  |

## Maj
| Data    | Państwo                      | Wybory                      | Zwycięzca                                           | Uwagi                                                 | Źródło |
| ------- | ---------------------------- | --------------------------- | --------------------------------------------------- | ----------------------------------------------------- | ------ |
| 5 maja  | Panama                       | parlamentarne, prezydenckie | Laurentino Cortizo Demokratyczna Partia Rewolucyjna |                                                       |        |
| 5 maja  | Macedonia Północna           | prezydenckie (II tura)      | Stewo Pendarowski                                   |                                                       |        |
| 8 maja  | Republika Południowej Afryki | parlamentarne               | Afrykański Kongres Narodowy                         |                                                       |        |
| 12 maja | Litwa                        | prezydenckie                | Ingrida Šimonytė Gitanas Nausėda                    | wybory nierozstrygnięte w I turze, druga tura 26 maja |        |
| 13 maja | Filipiny                     | parlamentarne               | PDP-Laban                                           |                                                       |        |
| 18 maja | Australia                    | parlamentarne               | Koalicja                                            |                                                       |        |
| 21 maja | Malawi                       | parlamentarne, prezydenckie | Peter Mutharika Demokratyczna Partia Postępowa      |                                                       |        |
| 24 maja | Irlandia                     | referendum                  | zwolennicy liberalizacji prawa o rozwodach          |                                                       |        |
| 26 maja | Belgia                       | parlamentarne               | Nowy Sojusz Flamandzki                              |                                                       |        |
| 26 maja | Litwa                        | prezydenckie                | Gitanas Nausėda                                     |                                                       |        |

## Lipiec
| Data    | Państwo  | Wybory       | Zwycięzca | Uwagi | Źródło |
| ------- | -------- | ------------ | --------- | --- | ------ |
| 4 lipca | Algieria | prezydenckie |           | wybory miały się odbyć 18 kwietnia, lecz po rezygnacji prezydenta Abd al-Aziza Butefliki wybory odroczono |        |

## Październik
| Data            | Państwo | Wybory        | Zwycięzca              | Uwagi | Źródło |
| --------------- | ------- | ------------- | ---------------------- | ----- | ------ |
| 13 października | Polska  | parlamentarne | Prawo i Sprawiedliwość |       | [ 5 ]  |
| 13 października | Tunezja | prezydenckie  | Kajs Su’ajjid          |       |        |